# Bonjū
Bonjū (persiska: بنجو) är en ort i Iran.   Den ligger i provinsen Bushehr, i den södra delen av landet, 800 km söder om huvudstaden Teheran. Bonjū ligger 8 meter över havet och antalet invånare är 595.
Terrängen runt Bonjū är kuperad åt nordost, men västerut är den platt. Havet är nära Bonjū åt sydväst. Runt Bonjū är det glesbefolkat, med 17 invånare per kvadratkilometer. Bonjū är det största samhället i trakten. Trakten runt Bonjū är ofruktbar med lite eller ingen växtlighet.